# Kitzmiller v. Dover Area School District
Tammy Kitzmiller, et al. v. Dover Area School District, et al. er en retssag af meget principiel karakter om, hvorvidt der i offentlige skoler i USA kan undervises i såkaldt intelligent design. Retssagen udspillede sig i delstaten Pennsylvania fra den 26. september 2005 til den 4. november 2005 inden domsafsigelsen den 20. december 2005.
Sagen blev ført af 11 forældre til børn på skoler i byen Dover, hvor en skolebestyrelse stærkt præget af kristne fundamentalister havde besluttet at inkludere intelligent design i undervisningen om livets oprindelse som en alternativ videnskabelig teori til Darwin's teori om evolution gennem naturlig selektion. Dommen faldt utvetydigt ud til sagsøgernes fordel, idet det bl.a. blev slået fast at intelligent design "ikke er videnskab" og "ikke kan løsrive sig fra dets kreationistiske, og dermed religiøse, udgangspunkt". Med andre ord slog dommen fast, at intelligent design blot er kreationisme i forklædning. Dermed er det ikke tilladt at inddrage det i undervisningen på offentlige skoler i henhold til den amerikanske forfatning, som sikrer en klar adskillelse mellem stat og religion (nærmere betegnet den såkaldte Establishment Clause of the First Amendment to the United States Constitution).
Under retssagen kom det frem, at tilhængere af kreationisme i lærebogen Creation Biology havde begået regulær svindel for at muliggøre fortsat undervisning i kreationisme. Lærebogen undergik adskillige revisioner inden, at den endte som lærebogen Of Pandas and People. En af disse revisioner var en udskiftning af ordet 'creation' (skabelse) med ordene 'Intelligent Design,' efter en kendelse i USA's højesteret (1987), der afgjorde, at kreationisme i juridisk forstand var at betragte som en religion, hvorfor offentligt finansierede amerikanske skoler ikke måtte bruge synspunktet i deres biologiundervisning. Selv om intelligent design hviler på et andet grundlag og langt fra er enig med kreationisterne, havde disse sidstnævnte simpelt hen "lånt" udtrykket for fortsat at kunne promovere deres egne ideer.
Ved valget til skolebestyrelsen i november 2005 kort tid før domsafsigelsen blev alle 8 medlemmer, som havde stemt for forslaget om at inkludere intelligent design i pensum, stemt ud og erstattet af kandidater, som var modstandere heraf. Desuden gjorde den nye bestyrelsesformand det efter domsafsigelsen klart, at dommen ikke ville blive anket.